# Remo nos Jogos Olímpicos de Verão de 2020 - Oito com feminino
A competição do oito com feminino do remo nos Jogos Olímpicos de Verão de 2020 foi realizada entre 24 e 30 de julho de 2021, no Sea Forest Waterway, em Tóquio. Um total de 63 remadores de 7 Comitês Olímpicos Nacionais (CON) participaram do evento.

## Qualificação
Cada CON pode classificar um único barco de oito remadoras e um timoneiro no oito com feminino. Um total de 7 vagas estavam disponíveis, sendo atribuídas da seguinte forma:
- 5 pelo Campeonato Mundial de 2019;
- 2 pelas regatas de qualificação finais.

## Formato
No oito com cada barco é impulsionado por oito remadoras e um timoneiro. Por serem barcos de pontas, cada remadora tem remos em apenas um lado, de forma alternada; isso contrasta com os barcos parelhos em que cada remadora usa dois remos, um de cada lado do barco. A competição consiste em rodadas e usa o formato de duas fases. Por contar com poucos barcos, apenas uma final é realizada para determinar a colocação de cada barco. O percurso usa a distância de 2000 metros que se tornou o padrão olímpico em 1912.
Pela primeira vez nos Jogos Olímpicos, a posição de timoneiro foi aberta a qualquer gênero.

## Calendário
Horário local (UTC+9)
| Dia         | Horário | Fase          |
| ----------- | ------- | ------------- |
| 24 de julho | 12:20   | Eliminatórias |
| 28 de julho | 12:40   | Repescagem    |
| 30 de julho | 10:50   | Final         |

## Medalhistas
|  | CAN Canadá |  | NZL Nova Zelândia |  | CHN China                                                                                     |
|  | Lisa Roman Kasia Gruchalla-Wesierski Christine Roper Andrea Proske Susanne Grainger Madison Mailey Sydney Payne Avalon Wasteneys Kristen Kit |  | Ella Greenslade Emma Dyke Lucy Spoors Kelsey Bevan Grace Prendergast Kerri Gowler Beth Ross Jackie Gowler Caleb Shepherd |  | Wang Zifeng Wang Yuwei Xu Fei Miao Tian Zhang Min Ju Rui Li Jingjing Guo Linlin Zhang Dechang |

## Resultados

### Eliminatórias
Os vencedores de cada bateria se classificam para a final, enquanto o restante disputa a repescagem.
Eliminatória 1
| Pos. | Raia | Remadores | CON               | Tempo   | Notas |
| ---- | ---- | --- | ----------------- | ------- | ----- |
| 1    | 3    | Ella Greenslade Emma Dyke Lucy Spoors Kelsey Bevan Grace Prendergast Kerri Gowler Beth Ross Jackie Gowler Caleb Shepherd (T)                     | NZL Nova Zelândia | 6:07.65 | Q     |
| 2    | 1    | Lisa Roman Kasia Gruchalla-Wesierski Christine Roper Andrea Proske Susanne Grainger Madison Mailey Sydney Payne Avalon Wasteneys Kristen Kit (T) | CAN Canadá        | 6:07.97 | R     |
| 3    | 2    | Wang Zifeng Wang Yuwei Xu Fei Miao Tian Zhang Min Ju Rui Li Jingjing Guo Linlin Zhang Dechang (T)                                                | CHN China         | 6:10.77 | R     |
| 4    | 4    | Fiona Gammond Sara Parfett Emily Ford Rebecca Muzerie Caragh McMurtry Katherine Douglas Rebecca Edwards Chloe Brew Matilda Horn (T)              | GBR Grã-Bretanha  | 6:26.76 | R     |

Eliminatória 2
| Pos. | Raia | Remadores | CON                | Tempo   | Notas |
| ---- | ---- | --- | ------------------ | ------- | ----- |
| 1    | 3    | Jessica Thoennes Charlotte Buck Gia Doonan Brooke Mooney Olivia Coffey Regina Salmons Meghan Musnicki Kristine O'Brien Katelin Guregian (T)                   | USA Estados Unidos | 5:30.66 | Q     |
| 2    | 1    | Maria-Magdalena Rusu Viviana-Iuliana Bejinariu Georgiana Dedu Maria Tivodariu Ioana Vrînceanu Amalia Bereș Mădălina Bereș Denisa Tîlvescu Daniela Druncea (T) | ROU Romênia        | 5:32.11 | R     |
| 3    | 2    | Genevieve Horton Olympia Aldersey Bronwyn Cox Giorgia Patten Sarah Hawe Georgina Rowe Katrina Werry Molly Goodman James Rook (T)                              | AUS Austrália      | 5:34.40 | R     |

### Repescagem
Os quatro primeiros se classificam para a final, enquanto o quinto colocado é eliminado.
| Pos. | Raia | Remadores | CON              | Tempo   | Notas |
| ---- | ---- | --- | ---------------- | ------- | ----- |
| 1    | 4    | Maria-Magdalena Rusu Viviana-Iuliana Bejinariu Georgiana Dedu Maria Tivodariu Ioana Vrînceanu Amalia Bereș Mădălina Bereș Denisa Tîlvescu Daniela Druncea (T) | ROU Romênia      | 5:52.99 | Q, WB |
| 2    | 3    | Lisa Roman Kasia Gruchalla-Wesierski Christine Roper Andrea Proske Susanne Grainger Madison Mailey Sydney Payne Avalon Wasteneys Kristen Kit (T)              | CAN Canadá       | 5:53.73 | Q     |
| 3    | 2    | Wang Zifeng Wang Yuwei Xu Fei Miao Tian Zhang Min Ju Rui Li Jingjing Guo Linlin Zhang Dechang (T)                                                             | CHN China        | 5:55.69 | Q     |
| 4    | 5    | Genevieve Horton Olympia Aldersey Bronwyn Cox Giorgia Patten Sarah Hawe Georgina Rowe Katrina Werry Molly Goodman James Rook (T)                              | AUS Austrália    | 5:57.15 | Q     |
| 5    | 1    | Fiona Gammond Sara Parfett Emily Ford Rebecca Muzerie Caragh McMurtry Katherine Douglas Rebecca Edwards Chloe Brew Matilda Horn (T)                           | GBR Grã-Bretanha | 6:05.26 |       |

### Final
Na regata final são decididos os medalhistas.
| Pos.              | Raia | Remadores | CON                | Tempo   | Notas |
| ----------------- | ---- | --- | ------------------ | ------- | ----- |
| Medalha de ouro   | 2    | Lisa Roman Kasia Gruchalla-Wesierski Christine Roper Andrea Proske Susanne Grainger Madison Mailey Sydney Payne Avalon Wasteneys Kristen Kit (T)              | CAN Canadá         | 5:59.13 |       |
| Medalha de prata  | 3    | Ella Greenslade Emma Dyke Lucy Spoors Kelsey Bevan Grace Prendergast Kerri Gowler Beth Ross Jackie Gowler Caleb Shepherd (T)                                  | NZL Nova Zelândia  | 6:00.04 |       |
| Medalha de bronze | 6    | Wang Zifeng Wang Yuwei Xu Fei Miao Tian Zhang Min Ju Rui Li Jingjing Guo Linlin Zhang Dechang (T)                                                             | CHN China          | 6:01.21 |       |
| 4                 | 4    | Jessica Thoennes Charlotte Buck Gia Doonan Brooke Mooney Olivia Coffey Regina Salmons Meghan Musnicki Kristine O'Brien Katelin Guregian (T)                   | USA Estados Unidos | 6:02.78 |       |
| 5                 | 1    | Genevieve Horton Olympia Aldersey Bronwyn Cox Giorgia Patten Sarah Hawe Georgina Rowe Katrina Werry Molly Goodman James Rook (T)                              | AUS Austrália      | 6:03.92 |       |
| 6                 | 5    | Maria-Magdalena Rusu Viviana-Iuliana Bejinariu Georgiana Dedu Maria Tivodariu Ioana Vrînceanu Amalia Bereș Mădălina Bereș Denisa Tîlvescu Daniela Druncea (T) | ROU Romênia        | 6:04.06 |       |